# Jason Terry
Jason Terry (Seattle, Estats Units, 15 de setembre de 1977) és un jugador de bàsquet professional estatunidenc de l'NBA. Mesura 1,87 i pesa 83 kg. Porta el número 31, juga de base o escolta i té una experiència de 17 anys a l'NBA.
Va jugar a la universitat d'Arizona. En el Draft de l'NBA del 1999 va ser triat en la desena posició de la primera ronda pels Atlanta Hawks, on va jugar fins a la temporada 2003-04. Va ser triat en el segon millor quintet de rookies en la seva temporada de debut entre els professionals, després de fer una mitjana de 8,1 punts i 4,3 rebots. El 2004 va ser traspassat als Dallas Mavericks, i posteriorment ha jugat amb els Boston Celtics, els Brookyln Nets, els Houston Rockets i els Milwaukee Bucks.
La mitjana en la seva carrera en l'NBA és de 14,0 punts, 4,0 assistències i 2,4 rebots per partit.